# 费莉西蒂·沃尔克
费莉西蒂·简·沃尔克（英語：Felicity Jane Volk），澳大利亚外交官、作家，曾任澳大利亚驻尼泊尔大使。

## 經歷
费莉西蒂·沃尔克擁有昆士蘭大學的文學學士和法律榮譽學士學位。
作爲澳大利亞外交貿易部的職業官員，曾在萬象和達卡擔任過海外職務，還曾擔任新科倫坡計劃秘書處主任。
2021年，沃尔克被任命爲澳大利亞駐尼泊爾大使。2月15日，向尼泊爾總統遞交國書。
2024年，沃爾克結束了三年半的任期，離任回國。接受尼泊爾《共和國報》採訪時，沃爾克表示自己計劃在離開尼泊爾後退休，從事自己的第二份職業——寫作。

## 個人生活
沃尔克也是一名作家。在孟加拉国和老挝担任外交官以及生下两个女儿后，她开始写作出版。